# 아미티 (뉴욕주)

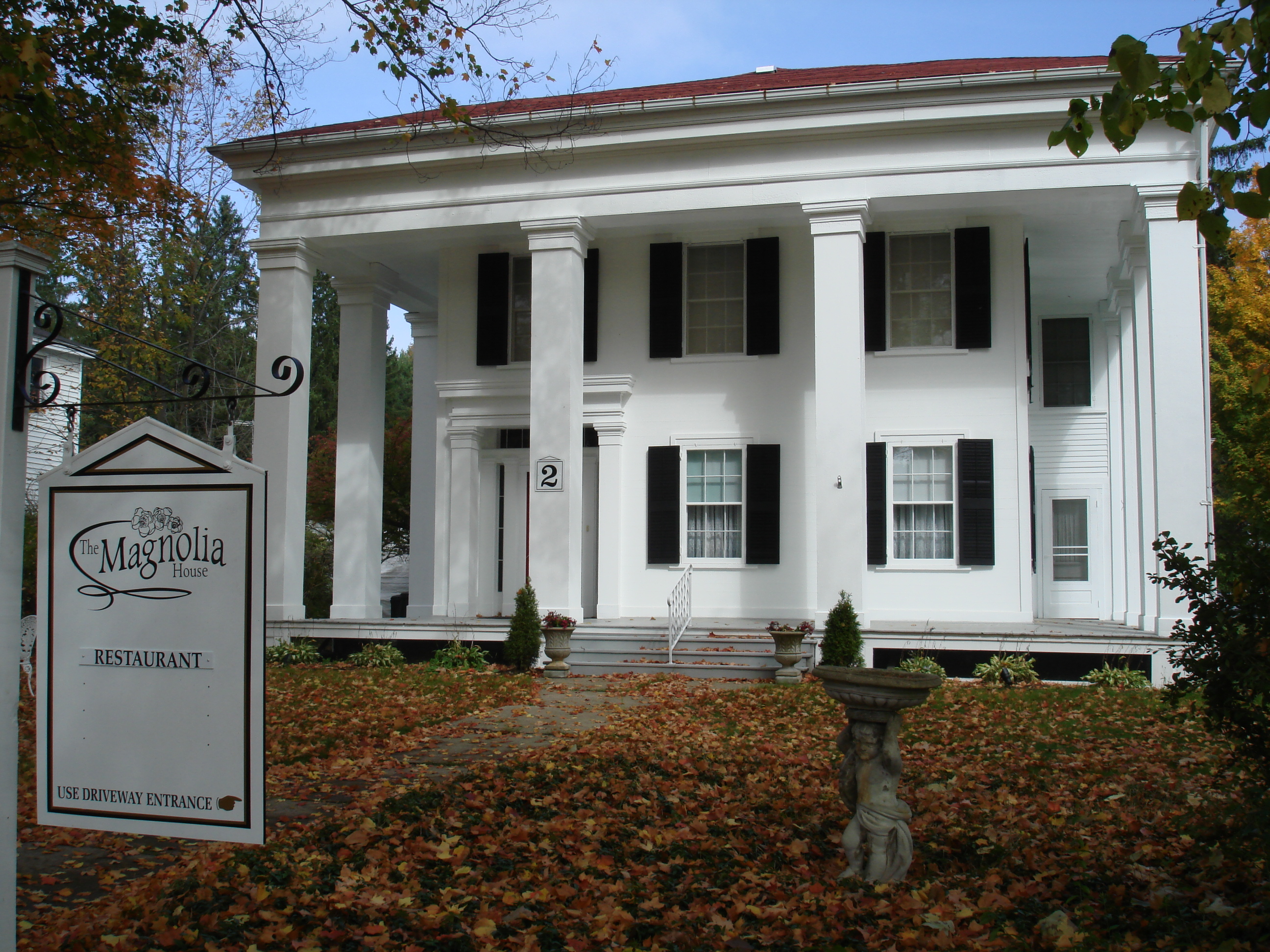

아미티(영어: Amity)는 미국 뉴욕주 앨러게이니군의 도시이다. 이 지역의 인구 수는 2010년 인구 조사 기준으로 2,308명이다. 지명 아미티는 우정(friendship)을 의미한다.
타운 오브 아미티(영어: Town of Amity)는 앨러게이니군 중심부 주변, 올린의 북동쪽에 위치한다. 군청 소재지 벨몬트가 아미티 안에 위치한다.

## 역사
1804년 경 처음 정착된 이후로 아미티는 1830년 안젤리카(Angelica)와 Scio의 일부로서 형성되었다.

## 인구
| 인구조사              | 인구  | Note  | %±     |
| --------------------- | ----- | ----- | ------ |
| 1830년                | 872   |       | —      |
| 1840년                | 1,354 |       | 55.3%  |
| 1850년                | 1,792 |       | 32.3%  |
| 1860년                | 2,268 |       | 26.6%  |
| 1870년                | 2,087 |       | −8.0%  |
| 1880년                | 1,972 |       | −5.5%  |
| 1890년                | 1,996 |       | 1.2%   |
| 1900년                | 2,216 |       | 11.0%  |
| 1910년                | 2,071 |       | −6.5%  |
| 1920년                | 1,843 |       | −11.0% |
| 1930년                | 1,867 |       | 1.3%   |
| 1940년                | 1,935 |       | 3.6%   |
| 1950년                | 1,997 |       | 3.2%   |
| 1960년                | 2,006 |       | 0.5%   |
| 1970년                | 2,150 |       | 7.2%   |
| 1980년                | 2,272 |       | 5.7%   |
| 1990년                | 2,255 |       | −0.7%  |
| 2000년                | 2,245 |       | −0.4%  |
| 2010년                | 2,308 |       | 2.8%   |
| 2016 (추산)           | 2,188 | [ 1 ] | −5.2%  |
| U.S. Decennial Census |       |       |        |